# 普萊森特希爾 (阿肯色州康韋縣)
普萊森特希爾（英語：Pleasant Hill）是位於美國阿肯色州康韋縣的一個非建制地區。該地的面積和人口皆未知。

## 地理
普萊森特希爾的座標為35°23′06″N 92°35′14″W / 35.38500°N 92.58722°W，而該地的平均海拔高度為198米（即650英尺）。